# Fan (person)

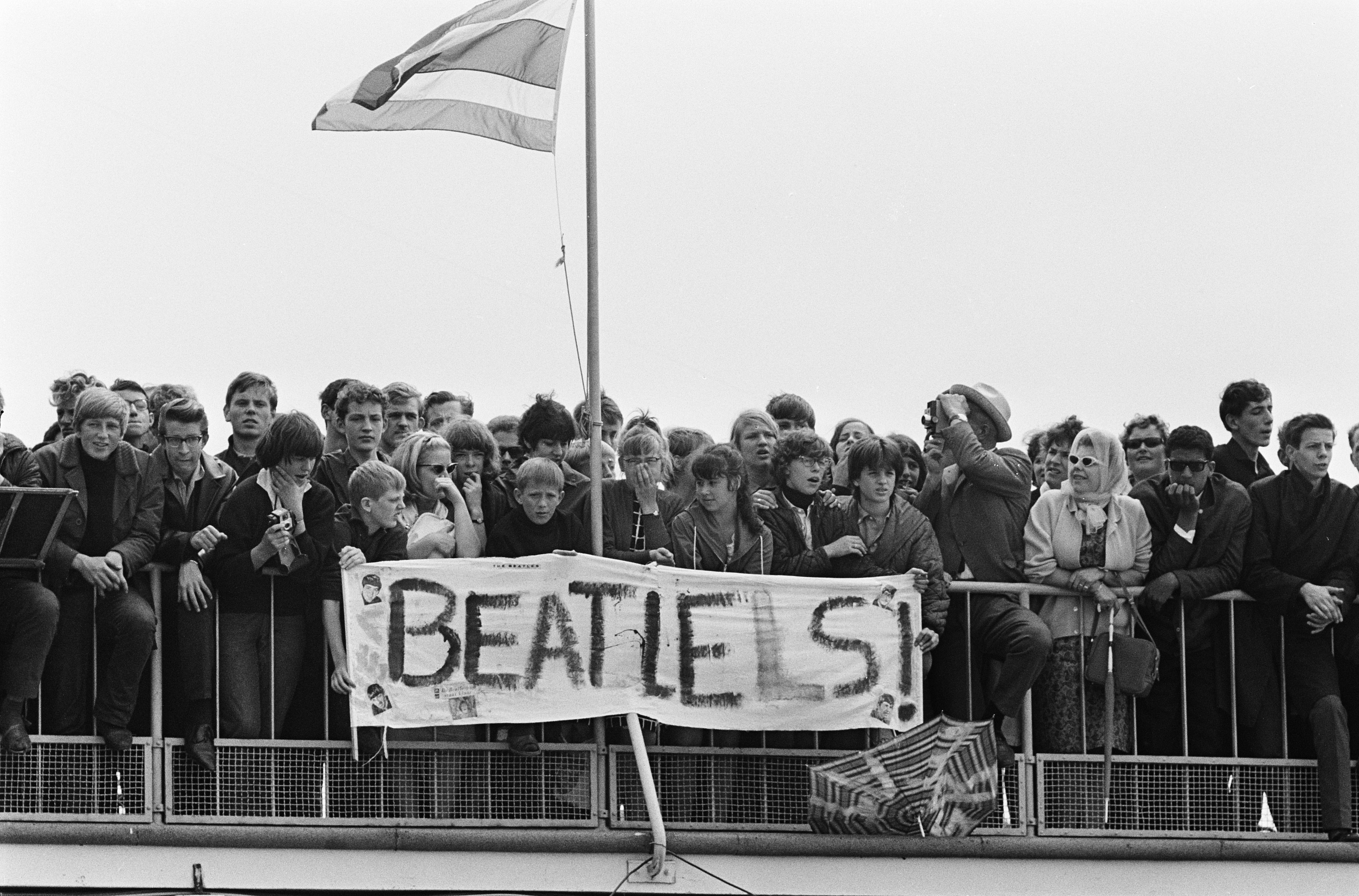
Beatles-fans väntar på sina idoler vid Schiphol Airport 5 juni 1964.

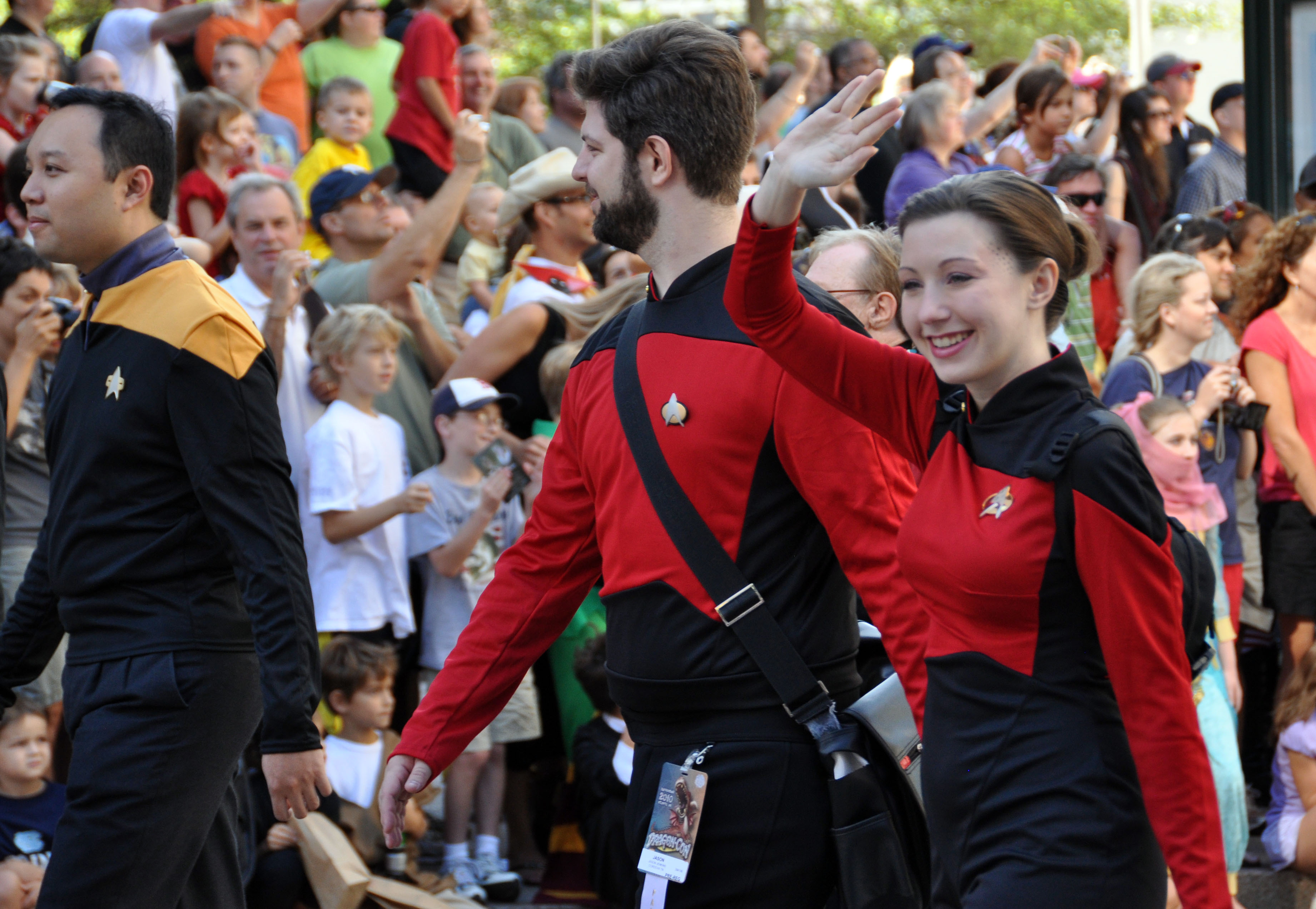
Star Trek-fans utklädda till rollfigurer ur TV-serien, vid konventet Dragon Con i Atlanta.

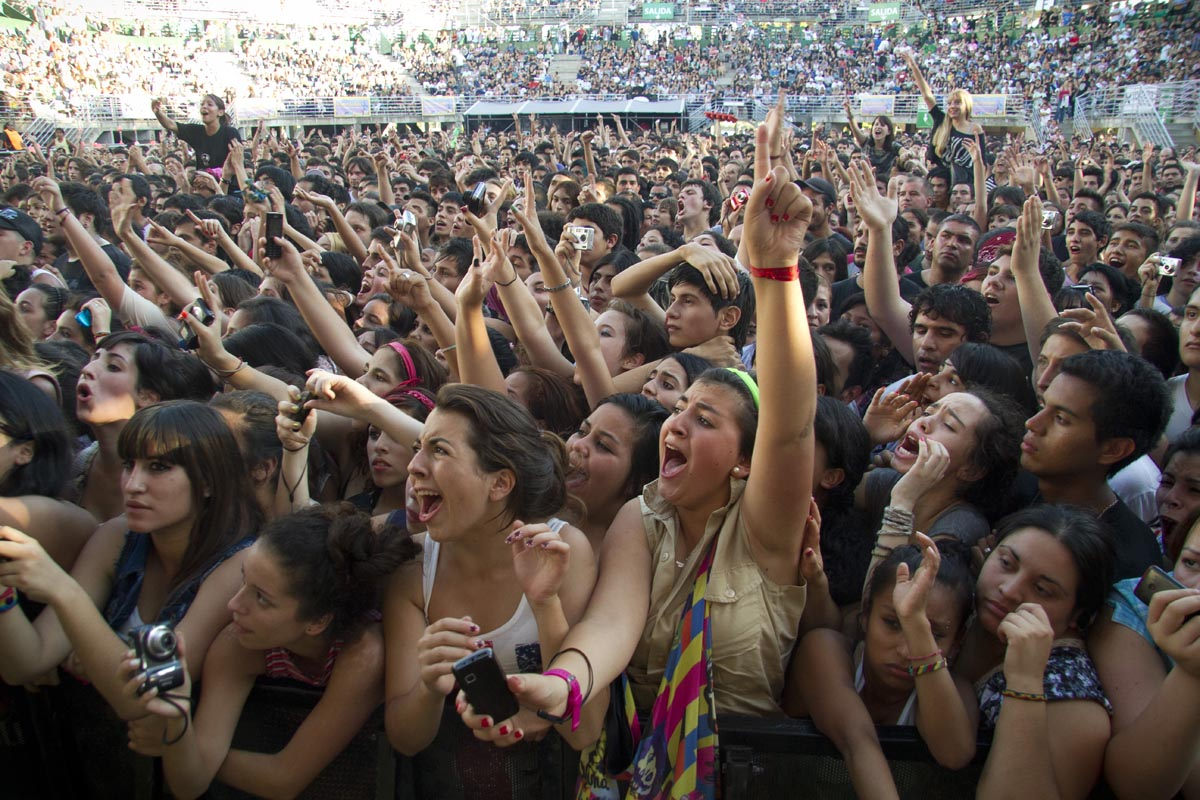
Fans på ett skäl i Buenos Aires, Argentina.

En eller ett fan, från engelskans "fanatic", är en person som mycket entusiastiskt ägnar sig åt idoldyrkan av ett kulturellt fenomen som en musikgrupp, genre, person, bok, film, fiktiv rollfigur och liknande. Kollektivet av fans för en specifik företeelse utgör dess "fanbase" eller fandom. Fans kan uttrycka sin entusiasm på många olika sätt. Exempelvis kan de främja och göra reklam för företeelsen, vara medlem i en fanklubb, delta eller arrangera konvent eller skriva brev till personen i fråga. Fans kan också ägna sig åt kreativa aktiviteter som att skapa fanzines, skriva fanfiction eller skapa fanart. 
Inom vissa genrer kallas kvinnliga fans för fangirls. Begreppet kommer ursprungligen från engelska, och användes först om sportentusiaster, exempelvis inom baseball. I Sverige kallas ofta anhängare av sportklubbar och idrottare för supportrar.

## Fandom och fanklubb
Fandom betecknar både hängivna studier av ett kulturellt fenomen men är också en beskrivning på kollektivet av fans som gillar samma sak. Ordet är bildat av "fan" och affixet "-dom", som i kingdom, dukedom, osv. Fans har ofta namn kopplade till fenomenet, som One Directions fans som kallar sig Directioners, Little Mix-fansen som kallar sig Mixers och Fifth Harmony och deras Harmonizers.
En fanklubb, eller fan club är en organiserad grupp med fans. Fanklubbar kan antingen vara ideella föreningar som drivs av fansen själva eller vara organiserade av företag, då ofta kallade för officiell fanklubb, kopplade till företeelsen som fansens hänger sig åt. Förr gav fanklubbar ofta ut tidningar eller fysiska nyhetsbrev, men idag driver många fanklubbar sin aktivitet på internet, bland annat genom egna webbplatser och sociala medier som facebook och twitter.